# Çlirim
Çlirim là một xã trong quận Kolonjë thuộc hạt Korçë, Albania. Dân số năm 2005 là 766 người.